# Campionat del Món de Clubs de futbol

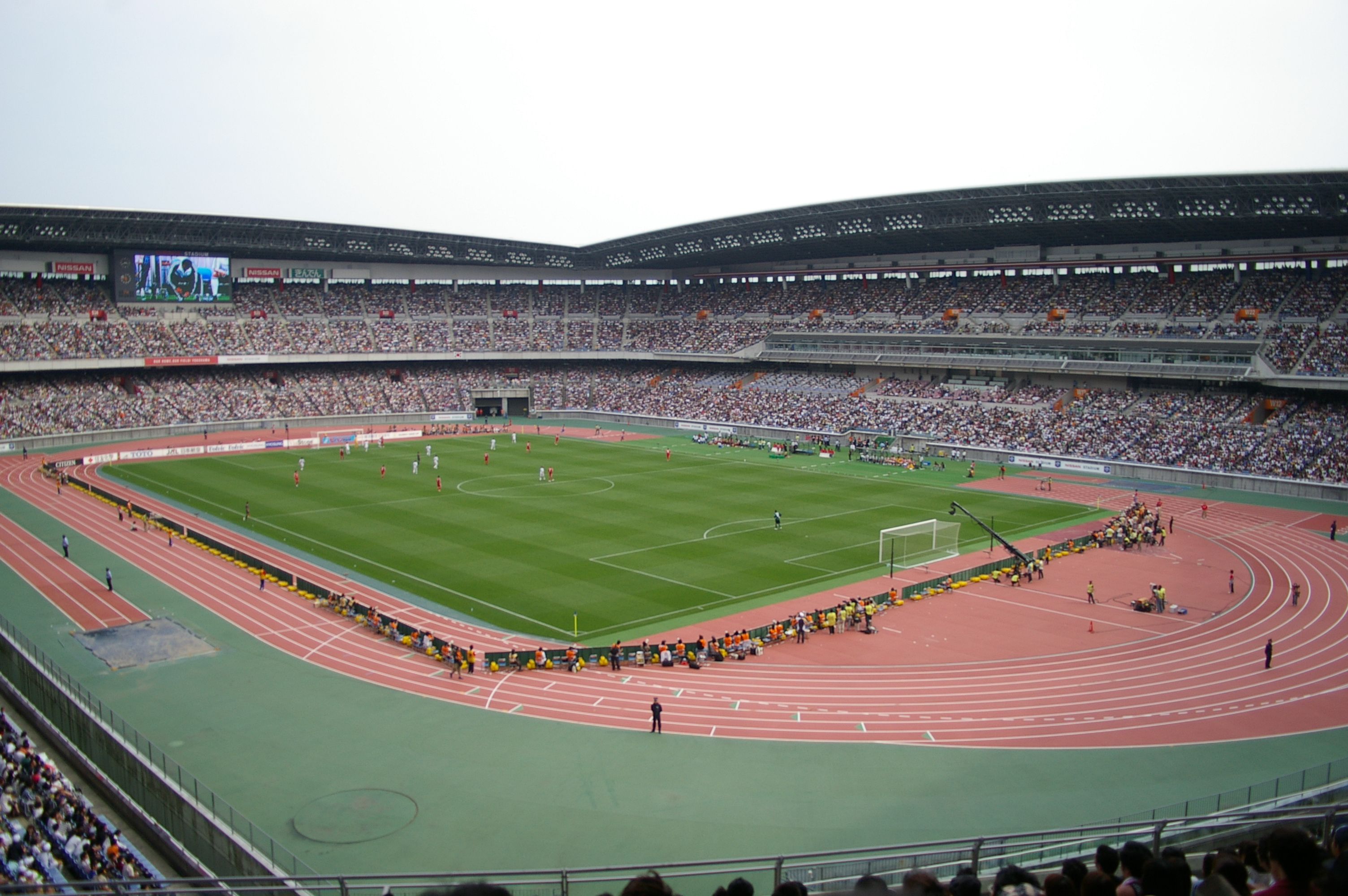
Estadi Internacional de Yokohama, seu de diverses de les finals del torneig.

El Campionat del Món de Clubs de la FIFA (en anglès FIFA Club World Championship) és una competició futbolística disputada pels equips campions dels diversos campionats de campions de les sis confederacions continentals afiliades a la FIFA.

## Història
La primera edició de la competició es disputà el mes de gener de l'any 2000 al Brasil. La competició fou creada per la FIFA amb la intenció de reemplaçar la Copa Intercontinental de futbol, disputada entre els campions d'Europa i Sud-amèrica.
L'any següent es planificà un segon campionat a disputar a Espanya amb la participació de 12 clubs. La competició, però, no tenia gaire atractius i provocà el col·lapse del soci de la FIFA encarregat de sufragar les despeses de l'esdeveniment, la International Sports and Leisure. La competició es cancel·là. La FIFA replantejà la competició i finalment es tornà a disputar l'any 2005 al Japó amb la participació dels sis campions continentals, reemplaçant la Copa Intercontinental.
El club campió porta a la samarreta un escut que el designa com a Campió del món FIFA fins al final de l'any següent.

## Quadre d'honor
| Any       | Seu                                               | Campió                              | Resultat                            | Finalista                           |
| --------- | ------------------------------------------------- | ----------------------------------- | ----------------------------------- | ----------------------------------- |
| 2000      | Estadi Maracaná, Rio de Janeiro, Brasil           | SC Corinthians                      | 0 - 0 (4-3 p.p.)                    | CR Vasco da Gama                    |
| 2001      | Espanya                                           | Cancel·lat per la fallida de la ISL | Cancel·lat per la fallida de la ISL | Cancel·lat per la fallida de la ISL |
| 2002-2004 | No es disputà                                     | No es disputà                       | No es disputà                       | No es disputà                       |
| 2005      | Estadi Internacional, Yokohama, Japó              | São Paulo FC                        | 1 - 0                               | Liverpool FC                        |
| 2006      | Estadi Internacional, Yokohama, Japó              | Sport Club Internacional            | 1 - 0                               | FC Barcelona                        |
| 2007      | Estadi Internacional, Yokohama, Japó              | AC Milan                            | 4 - 2                               | Boca Juniors                        |
| 2008      | Estadi Internacional, Yokohama, Japó              | Manchester United FC                | 1 - 0                               | Liga de Quito                       |
| 2009      | Estadi Xeic Zayed, Abu Dhabi, EAU                 | FC Barcelona                        | 2 - 1                               | Estudiantes de la Plata             |
| 2010      | Estadi Xeic Zayed, Abu Dhabi, EAU                 | Inter de Milà                       | 3 - 0                               | TP Mazembe                          |
| 2011      | Estadi Internacional, Yokohama, Japó              | FC Barcelona                        | 4 - 0                               | Santos Futebol Clube                |
| 2012      | Estadi Internacional, Yokohama, Japó              | SC Corinthians                      | 1 - 0                               | Chelsea FC                          |
| 2013      | Estadi de Marràqueix, Marràqueix, Marroc          | FC Bayern de Múnic                  | 2 - 0                               | Raja Casablanca                     |
| 2014      | Estadi de Marràqueix, Marràqueix, Marroc          | Reial Madrid CF                     | 2 - 0                               | San Lorenzo                         |
| 2015      | Estadi Internacional, Yokohama, Japó              | FC Barcelona                        | 3 - 0                               | River Plate                         |
| 2016      | Estadi Internacional, Yokohama, Japó              | Reial Madrid CF                     | 4 - 2                               | Kashima Antlers                     |
| 2017      | Estadi Xeic Zayed, Abu Dhabi, EAU                 | Reial Madrid CF                     | 1 - 0                               | Grêmio de Porto Alegre              |
| 2018      | Estadi Xeic Zayed, Abu Dhabi, EAU                 | Reial Madrid CF                     | 4 - 1                               | Al-Ain SCC                          |
| 2019      | Estadi Internacional de Khalifa, Doha, Qatar      | Liverpool FC                        | 1 - 0                               | CR Flamengo                         |
| 2020      | Estadi Qatar Foundation, Ar Rayyan, Qatar         | FC Bayern de Múnic                  | 1 - 0                               | Tigres UANL                         |
| 2021      | Estadi Mohammed bin Zayed, Abu Dhabi, Qatar       | Chelsea FC                          | 2 - 1                               | SE Palmeiras                        |
| 2022      | Estadi Moulay Abdellah, Rabat, Marroc             | Reial Madrid CF                     | 5 - 3                               | Al-Hilal Saudi FC Al-Riyad          |
| 2023      | King Abdullah Sports City, Jiddah, Aràbia Saudita | Manchester City FC                  | 4 - 0                               | Fluminense FC                       |

## Palmarès
| Equip                                 | Campió | Subcampió | Finals | Anys campió                  | Anys subcampió |
| ------------------------------------- | ------ | --------- | ------ | ---------------------------- | -------------- |
| Reial Madrid Club de Futbol           | 5      | 0         | 5      | 2014, 2016, 2017, 2018, 2022 | —              |
| Futbol Club Barcelona                 | 3      | 1         | 4      | 2009, 2011, 2015             | 2006           |
| Sport Club Corinthians Paulista       | 2      | 0         | 2      | 2000, 2012                   | —              |
| FC Bayern de Múnic                    | 2      | 0         | 2      | 2013, 2020                   | —              |
| Liverpool Football Club               | 1      | 1         | 2      | 2019                         | 2005           |
| Chelsea Football Club                 | 1      | 1         | 2      | 2021                         | 2012           |
| São Paulo Futebol Clube               | 1      | 0         | 1      | 2005                         | —              |
| Sport Club Internacional              | 1      | 0         | 1      | 2006                         | —              |
| Associazione Calcio Milan             | 1      | 0         | 1      | 2007                         | —              |
| Manchester United Football Club       | 1      | 0         | 1      | 2008                         | —              |
| Football Club Internazionale Milano   | 1      | 0         | 1      | 2010                         | —              |
| Manchester City FC                    | 1      | 0         | 1      | 2023                         | —              |
| Club de Regatas Vasco da Gama         | 0      | 1         | 1      | —                            | 2000           |
| Club Atlético Boca Juniors            | 0      | 1         | 1      | —                            | 2007           |
| Liga Deportiva Universitaria de Quito | 0      | 1         | 1      | —                            | 2008           |
| Club Estudiantes de La Plata          | 0      | 1         | 1      | —                            | 2009           |
| Tout Puissant Mazembe                 | 0      | 1         | 1      | —                            | 2010           |
| Santos Futebol Clube                  | 0      | 1         | 1      | —                            | 2011           |
| Raja Club Athlétic Casablanca         | 0      | 1         | 1      | —                            | 2013           |
| Club Atlético San Lorenzo de Almagro  | 0      | 1         | 1      | —                            | 2014           |
| Club Atlético River Plate             | 0      | 1         | 1      | —                            | 2015           |
| Kashima Antlers                       | 0      | 1         | 1      | —                            | 2016           |
| Grêmio Foot-Ball Porto Alegrense      | 0      | 1         | 1      | —                            | 2017           |
| Al-Ain SCC                            | 0      | 1         | 1      | —                            | 2018           |
| Clube de Regatas do Flamengo          | 0      | 1         | 1      | —                            | 2019           |
| Tigres UANL                           | 0      | 1         | 1      | —                            | 2020           |
| Sociedade Esportiva Palmeiras         | 0      | 1         | 1      | —                            | 2021           |
| Al-Hilal Saudi FC Al-Riyad            | 0      | 1         | 1      | —                            | 2022           |
| Fluminense FC                         | 0      | 1         | 1      | —                            | 2023           |